# Pševo
Pševo – wieś w Słowenii, w gminie miejskiej Kranj. W 2018 roku liczyła 978 mieszkańców. 